# Chandon (Loira)
Chandon és un municipi francès situat al departament del Loira i a la regió d'Alvèrnia-Roine-Alps. L'any 2007 tenia 1.452 habitants.

## Demografia

### Població
El 2007 la població de fet de Chandon era de 1.452 persones. Hi havia 532 famílies de les quals 88 eren unipersonals (44 homes vivint sols i 44 dones vivint soles), 180 parelles sense fills, 244 parelles amb fills i 20 famílies monoparentals amb fills.
La població ha evolucionat segons el següent gràfic:
Habitants censats

### Habitatges
El 2007 hi havia 595 habitatges, 530 eren l'habitatge principal de la família, 28 eren segones residències i 37 estaven desocupats. 562 eren cases i 29 eren apartaments. Dels 530 habitatges principals, 436 estaven ocupats pels seus propietaris, 87 estaven llogats i ocupats pels llogaters i 7 estaven cedits a títol gratuït; 1 tenia una cambra, 4 en tenien dues, 39 en tenien tres, 137 en tenien quatre i 349 en tenien cinc o més. 431 habitatges disposaven pel capbaix d'una plaça de pàrquing. A 173 habitatges hi havia un automòbil i a 336 n'hi havia dos o més.

### Piràmide de població
La piràmide de població per edats i sexe el 2009 era:
| Homes | Edats   | Dones |
| ----- | ------- | ----- |
| 0     | 95 o +  | 0     |
| 1     | 90 a 94 | 10    |
| 4     | 85 a 89 | 7     |
| 10    | 80 a 84 | 6     |
| 16    | 75 a 79 | 12    |
| 16    | 70 a 74 | 28    |
| 14    | 65 a 69 | 23    |
| 44    | 60 a 64 | 25    |
| 32    | 55 a 59 | 46    |
| 63    | 50 a 54 | 44    |
| 70    | 45 a 49 | 78    |
| 48    | 40 a 44 | 40    |
| 43    | 35 a 39 | 54    |
| 22    | 30 a 34 | 46    |
| 43    | 25 a 29 | 12    |
| 81    | 20 a 24 | 27    |
| 51    | 15 a 19 | 85    |
| 45    | 10 a 14 | 60    |
| 47    | 5 a 9   | 61    |
| 24    | 0 a 4   | 32    |

## Economia
El 2007 la població en edat de treballar era de 947 persones, 681 eren actives i 266 eren inactives. De les 681 persones actives 642 estaven ocupades (350 homes i 292 dones) i 39 estaven aturades (8 homes i 31 dones). De les 266 persones inactives 112 estaven jubilades, 91 estaven estudiant i 63 estaven classificades com a «altres inactius».

### Ingressos
El 2009 a Chandon hi havia 548 unitats fiscals que integraven 1.524 persones, la mediana anual d'ingressos fiscals per persona era de 18.038 €.

### Activitats econòmiques
Dels 45 establiments que hi havia el 2007, 2 eren d'empreses extractives, 1 d'una empresa de fabricació de material elèctric, 3 d'empreses de fabricació d'altres productes industrials, 10 d'empreses de construcció, 8 d'empreses de comerç i reparació d'automòbils, 3 d'empreses de transport, 2 d'empreses d'hostatgeria i restauració, 2 d'empreses d'informació i comunicació, 2 d'empreses financeres, 2 d'empreses immobiliàries, 5 d'empreses de serveis i 5 d'empreses classificades com a «altres activitats de serveis».
Dels 13 establiments de servei als particulars que hi havia el 2009, 1 era un taller de reparació d'automòbils i de material agrícola, 3 paletes, 1 guixaire pintor, 1 fusteria, 2 electricistes, 1 empresa de construcció, 2 perruqueries, 1 veterinari i 1 restaurant.
L'any 2000 a Chandon hi havia 25 explotacions agrícoles que ocupaven un total de 693 hectàrees.

## Equipaments sanitaris i escolars
El 2009 hi havia una escola elemental.

## Poblacions més properes
El següent diagrama mostra les poblacions més properes.